# Liste von Basketballwettbewerben 2016
Auflistung der wichtigsten ausgetragenen Basketballwettbewerbe von 2016

## Herren

### Auf Vereinsebene

#### Überregionale europäische Wettbewerbe
| Ausrichter | Liga/Wettbewerb | Meister              | MVP der Saison     | Coach of the Year  |
| ---------- | --------------- | -------------------- | ------------------ | ------------------ |
| ULEB       | Euroleague      | ZSKA Moskau          | Nando de Colo      | Dimitris Itoudis   |
| ULEB       | Eurocup         | Galatasaray Istanbul | Errick McCollum    | Maurizio Buscaglia |
| FIBA       | Europe Cup      | Fraport Skyliners    | Keine Auszeichnung | Keine Auszeichnung |
|            | United League   | ZSKA Moskau          | Nando de Colo      | Wassili Karassjow  |
| ABA        | ABA League      | Roter Stern Belgrad  | Miro Bilan         |                    |

#### Regionale europäische Wettbewerbe
| Ausrichter | Liga/Wettbewerb                 | Meister                  | MVP der Saison    | Coach of the Year |
| ---------- | ------------------------------- | ------------------------ | ----------------- | ----------------- |
| ACB        | Liga ACB                        | Real Madrid              | Ioannis Bourousis |                   |
| ESAKE      | Basket League                   | Olympiakos Piräus        | Vasilis Spanoulis | Dimitris Priftis  |
| FIP        | Lega Basket Serie A             | Armani Mailand           | James Nunnally    | Cesare Pancotto   |
| Turkei     | Turkish Basketball Super League | Fenerbahçe Ülker         |                   |                   |
| BBL        | Basketball-Bundesliga           | Brose Baskets            | Brad Wanamaker    | Gordon Herbert    |
| Osterreich | Basketball-Bundesliga           | Redwell Gunners Oberwart | Quincy Diggs      | Chris Chougaz     |

#### Außereuropäische Wettbewerbe
| Ausrichter | Liga/Wettbewerb | Meister             | MVP der Saison | Coach of the Year |
| ---------- | --------------- | ------------------- | -------------- | ----------------- |
| / NBA      | NBA             | Cleveland Cavaliers | Stephen Curry  | Steve Kerr        |

### Auf Nationalmannschaftsebene
| Ausrichter | Liga/Wettbewerb         | Sieger | Topscorer des Turniers | Coach der Siegermannschaft |
| ---------- | ----------------------- | ------ | ---------------------- | -------------------------- |
| IOC        | Olympische Sommerspiele | USA    | Bojan Bogdanović       | Mike Krzyzewski            |

## Damen

### Auf Vereinsebene

#### Überregionale europäische Wettbewerbe
| Ausrichter | Liga/Wettbewerb  | Meister              | MVP der Saison     | Coach of the Year  |
| ---------- | ---------------- | -------------------- | ------------------ | ------------------ |
| FIBA       | Euroleague Women | UGMK Jekaterinburg   | Keine Auszeichnung | Keine Auszeichnung |
| FIBA       | Eurocup Women    | Tango Bourges Basket | Keine Auszeichnung | Keine Auszeichnung |

### Auf Nationalmannschaftsebene
| Ausrichter | Liga/Wettbewerb         | Sieger | Topscorer des Turniers | Coach der Siegermannschaft |
| ---------- | ----------------------- | ------ | ---------------------- | -------------------------- |
| IOC        | Olympische Sommerspiele | USA    | Elizabeth Cambage      | Geno Auriemma              |